# اچ‌تی‌سی دریم
اچ‌تی‌سی دریم (انگلیسی: HTC Dream) تلفن هوشمند شرکت اچ‌تی‌سی است که نخستین مرتبه در سپتامبر سال ۲۰۰۸ میلادی به بازار مصرف ارائه گردید. اچ‌تی‌سی دریم نخستین تلفن هوشمند دنیا است که با سیستم عامل اندروید معرفی گردید. در ژوئیه سال ۲۰۰۵ میلادی گوگل شرکت اندروید را خریداری نمود. در آن زمان شرکت اندروید به سرپرستی و هدایت اندی رابین سرگرم کار بر روی نرم‌افزارهای متفرقه و پراکنده برای دستگاه‌های تلفن هوشمند و همراه بود. تحت هدایت گوگل، این تیم متمرکز بر تهیه یک سیستم عامل استاندارد مبتنی بر لینوکس گردید تا بتواند با سیستم‌عامل‌هایی همانند سیمبیان و ویندوز موبایل به رقابت بپردازد.
ارائه نخستین تلفن هوشمند اپل در سال ۲۰۰۷ میلادی به همراه جنبه‌های بدیع سخت‌افزاری و نرم‌افزاری آن منجر به تغییر در روند پروژه گردید. طراحی سیستم‌عامل که در آن هنگام با نام رمز سونر (زودتر) شناخته می‌شد، به سرعت مورد بازبینی قرار گرفت که حاصل آن ارائه نمونه اولیه جدیدی با نام رمز دریم (رؤیا) بود. طراحی صفحه‌کلید دریم به صورت صفحه‌کلید فیزیکی و کشویی بود. گنجاندن صفحه‌کلید فیزیکی در این تلفن عمدی بود زیرا برنامه‌نویسان و توسعه‌دهندگان اندروید در آن زمان معطوف به گزارش‌هایی بودند مبنی بر عدم رضایت کاربران از صفحه‌کلید مجازی و معتقد بودند که اینگونه صفحه‌کلیدها فاقد بازخورد فیزیکی ملموس هستند و نتیجه آن بود که به اعتقاد آنها صفحه‌کلیدهای فیزیکی مناسب‌تر است.
سیستم عامل اندروید همزمان و همراه با تأسیس و معرفی پروژه اتحادیه گوشی باز یا به اختصار (OHA) در نوامبر سال ۲۰۰۷ به‌طور رسمی رونمایی شد. در حقیقت، اتحادیه گوشی باز کنسرسیومی بود از شرکت‌های مختلف سخت‌افزاری و نرم‌افزاری که به پیشرفت و توسعه این مقوله‌ها تحت استانداردهای باز کمک نمودند که ماحصل آن تأسیس و شکل‌گیری سیستم عامل اندروید بود. شرکت‌هایی که به همراه گوگل و در کنار اچ‌تی‌سی که در آن زمان یکی از بزرگترین تولیدکنندگان تلفن هوشمند بود در این مسیر گام برداشتند. در حالی که گوگل در سال ۲۰۰۸ اعلام کرده بود که چندین دستگاه مبتنی بر لینوکس در حال آماده‌سازی برای عرضه با سیستم عامل اندروید هستند، در نهایت تنها یک دستگاه در ایالات متحده منتشر شد و آن دستگاه هم اولین تلفن اندرویدی اچ‌تی‌سی دریم بود.